# Ёнай, Мицумаса
Мицумаса Ёнай (яп. 米内 光政 Ёнай Мицумаса, в русскоязычных источниках встречаются написания Ёна́и, Енай, Енаи, Йонай, Йонаи; 2 марта 1880, Мориока — 20 апреля 1948, там же) — японский военный и государственный деятель, адмирал. Премьер-министр Японии (16 января — 22 июля 1940).

## Военная служба
Мицумаса Ёнай родился 2 марта 1880 года в городе Мориока префектуры Иватэ. Он был первым сыном в семье бывшего вассала самурайского рода Намбу.
В 1901 году он закончил военную академию Императорского флота Японии в Этадзиме, став 68-м по успеваемости среди 115 кадетов 29-го выпуска. Службу на флоте начал 14 декабря 1901 года, и после года, проведённого в звании мичмана на корвете «Конго» и крейсере «Токива», в январе 1903 года Ёнай был повышен до младшего лейтенанта. Примерно до конца русско-японской войны он занимал административные позиции, после чего снова стал выходить в море на эсминце «Инадзума» и броненосном крейсере «Иватэ». С 1907 года служил командующим артиллерией на крейсере «Ниитака», броненосце «Сикисима» и крейсере «Тонэ», В 1908—1909 годах был инструктором в артиллерийской школе. В декабре 1912 года был повышен до капитана 3-го ранга, в 1913 году закончил Военно-морскую академию и был послан в Петроград в качестве заместителя военно-морского атташе. Ёнай провёл в Российской империи 2 года, с 12 февраля 1915 по 20 февраля 1917, хорошо знал русский язык, и считал Россию потенциальным союзником Японии в предстоящем противостоянии с США и Великобританией. Во время, проведённое в России, Ёнай получил звание капитана 2-го ранга, а после Октябрьской революции был отозван назад в Японию, где стал старшим помощником командира на броненосце «Асахи».
В 1920 году Ёнай получил звание капитана 1-го ранга, после чего в качестве военно-морского атташе был направлен в Польшу, где находился с 1921 по 1922 год. По возвращении в Японию он был капитаном на крейсерах «Касуга» (1922—1923) и «Иватэ» (1923—1924), а также на линкорах «Фусо» (1924) и «Муцу» (1924—1925).
1 декабря 1925 года Ёнай получил звание контр-адмирала, а год спустя стал членом Высшего технического совета ИФЯ и занял пост начальника третьей секции генштаба Императорского флота Японии.
В 1928 году Ёнай был назначен главнокомандующим 1-м экспедиционным флотом в Китае, с которым Япония в то время находилась в состоянии войны. После успешного завершения миссии Ёнай в декабре 1930 года получил звание вице-адмирала и был назначен командиром военно-морской базы («Караульный центр Тинкай», 鎮海警備府) в корейском городе Чинхэ.
Ёнай поддерживал заключение Лондонского морского договора, по которому было установлено соотношение ВМФ США, Великобритании и Японии — 5:5:3. В 1932 году ему поручили командование 3-м флотом в декабре 1932 года, а впоследствии — командование военно-морским районом Сасэбо (с ноября 1933 года). В период его командования произошёл так называемый «Инцидент с „Томодзуру“», в ходе которого только что построенный миноносец «Томодзуру» из-за ошибки в проектировании и слишком тяжелого вооружения перевернулся в шторм и погубил 100 человек экипажа. Этот инцидент поставил под сомнение надёжность боевых кораблей Императорского флота Японии и привёл к серьёзнейшим проверкам и изменениям в конструкции строящихся и планируемых кораблей.
В ноябре 1934 года Ёнай стал командующим 2-м флотом, а начиная с декабря 1935 года командовал военно-морским районом Йокосуки. В этот период в Токио произошёл путч молодых офицеров. В ночь неудавшегося государственного переворота Ёнай был у своей любовницы в Симбаси, в двух кварталах от места событий, однако до возвращения на базу следующим утром даже не подозревал об этом.
В декабре 1936 года Мицумаса Ёнай был назначен командующим Объединённым флотом одновременно с 1-м флотом Императорского флота Японии.

## Политическая карьера

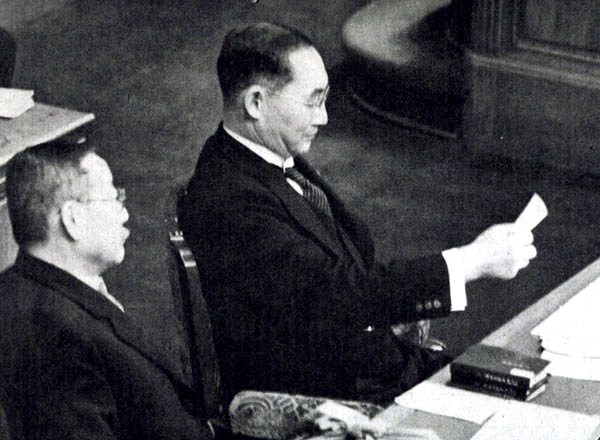
2 февраля 1940 года. Ёнай читает докладную записку на пленарном заседании палаты представителей, сидя в кресле премьер-министра

В апреле 1937 года Ёнай стал полным адмиралом, и в том же году получил назначение на пост министра флота в кабинете Сэндзюро Хаяси. Свой пост он сохранял до августа 1939 года и при последующих премьер-министрах, Фумимаро Коноэ и Киитиро Хирануме. Будучи министром флота, Ёнай, обеспокоенный нарастающим напряжением между Японией с одной стороны и США и Великобританией с другой, пытался пропагандировать мирное урегулирование конфликтов, осознавая, что время для войны самое неподходящее, поскольку основные силы японской армии завязли в Китае. Однако мирная политика сделала его крайне непопулярным среди ультраправых националистических экстремистов, и он (как и адмирал Исороку Ямамото) пережил несколько покушений на свою жизнь. Несмотря на заявления о мире, Ёнай поддерживал создание линкоров типа «Ямато», стремясь создать противовес флотам США и Британии.
В кабинете Нобуюки Абэ Ёнай был членом Высшего военного совета и военно-морским советником императора.
4 января 1940 года Мицумаса Ёнай был назначен премьер-министром страны. Немалую роль в этом назначении сыграла поддержка императора Хирохито. На посту премьер-министра Ёнай продолжал мирную политику по отношению к США и Великобритании, старался не вмешиваться в европейский конфликт (начальные этапы Второй мировой войны), стремился расширить японское влияние в юго-восточной Азии и нормализовать советско-японские отношения. При этом новый премьер-министр всячески противился подписанию Тройственного пакта между Японией, нацистской Германией и фашистской Италией. Однако умеренный курс Ёная привёл к конфликту с высшим армейским командованием, которое стало явным к июлю 1940 года: министр армии Сюнроку Хата начал открыто критиковать премьера, и 21 июля под давлением армейских генералов, ориентированных на союз со странами Оси, Ёнай был вынужден уйти в отставку. Тройственный пакт, заключению которого противился Ёнай, был подписан 27 сентября 1940 года.
В июле 1944 года Ёнай отказался от предложения Хидэки Тодзио стать министром флота, настаивая на полной смене кабинета, однако в новом кабинете Куниаки Коисо (22 июля 1944 — 7 апреля 1945) занял пост вице-премьера и одновременно — министра флота. Он остался министром флота и при новом премьере Кантаро Судзуки. В последние несколько недель перед капитуляцией Японии Ёнай встал на сторону Судзуки и министра иностранных дел Сигэнори Того, склонявшихся к принятию Потсдамской декларации и находившихся по этому вопросу в оппозиции к министру армии Корэтике Анами, начальнику морского генштаба Соэму Тоёде и начальнику армейского генштаба Ёсидзиро Умэдзу. Считая, что правительство недостаточно активно рассматривает капитуляцию, Ёнай в апреле 1945 года демонстративно подал в отставку, чем вызвал падение всего кабинета. При двух последующих премьерах, принце Хигасикуни Нарухико и Кидзюро Сидэхаре, Ёнай продолжал занимать пост министра флота, в частности, при нём произошло расформирование Императорского флота после капитуляции.
Ёнай сыграл большую роль и в Токийском трибунале: сам он к суду привлечён не был, но согласовывал свои показания с главными обвиняемыми, такими как Хидэки Тодзио, чтобы Император Хирохито не был осуждён. Как утверждал переводчик Ёная Сюити Мидзота, американский начальник «психологических операций» Боннер Феллерс (англ. Bonner Fellers) обращался к Ёнаю с предложением дать такие показания, чтобы выставить Тодзио главным виновником Тихоокеанских войн.
После войны Ёнай посвятил себя восстановлению разрушенной страны. Большую часть жизни он страдал от гипертонии, однако умер от воспаления лёгких в 1948 году в возрасте 68-ми лет. Могила Ёная находится в Мориоке, его родном городе.